# Couvent des Lazaristes Saint-Joseph de Iziaslav
Le couvent des Lazaristes Saint-Joseph de Iziaslav (en ukrainien : Костел Святого Йосифа та монастир лазаристів et en polonais : Kościół św. Józefa Oblubieńca i klasztor oo. Misjonarzy), est un groupe de bâtiments religieux situé à Iziaslav, raïon de Chepetivka en Ukraine.

## Historique
Il a été fondé par Paweł Sanguszko en 1747 et en 1750, trois villages furent donné au couvent : Vovkivtsi, Vovkivchiki et Nechaivka.

## Église Saint-Joseph
En 1991 l'église est rendue au culte mais une partie des locaux était encore utilisés par la police municipale, un journal local (Zorya Nadgorynya), une école.

## En images

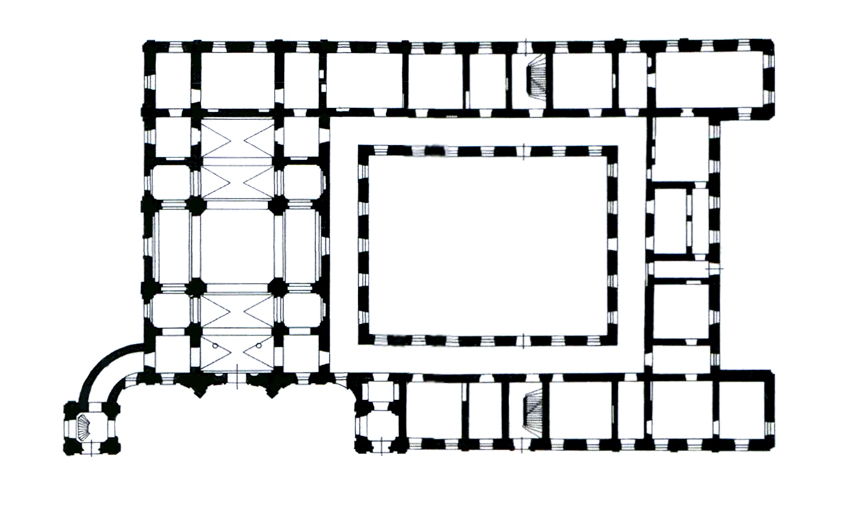
Plan
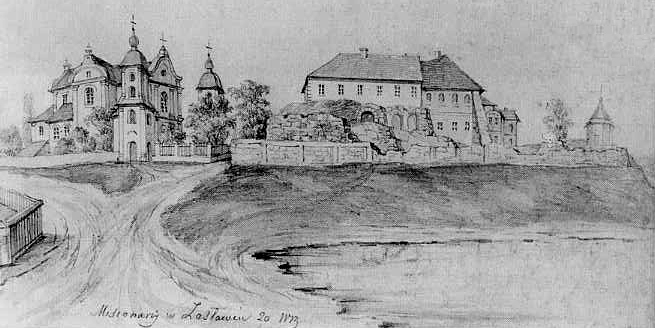
Dessiné par Napoleon Orda
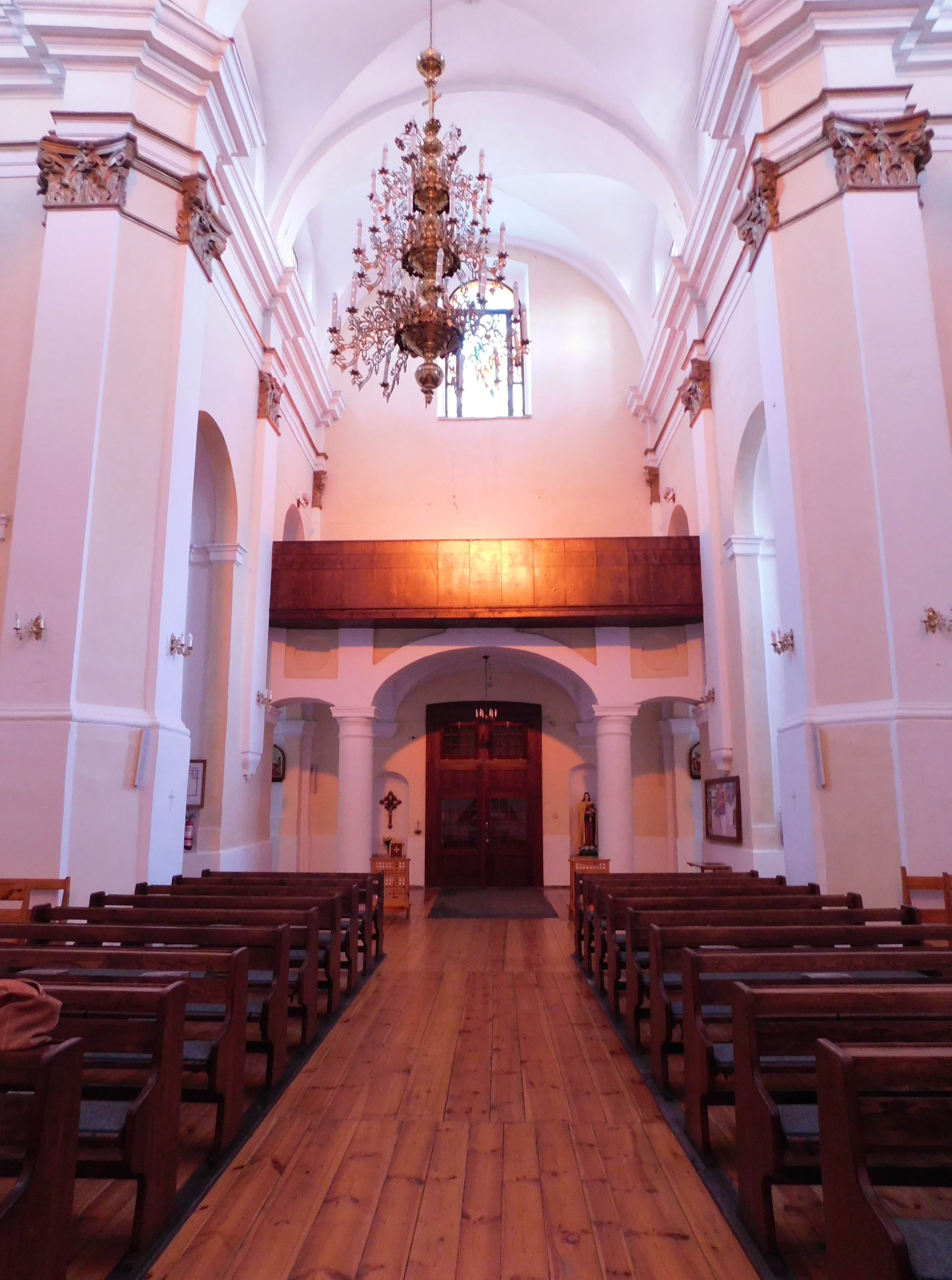
intérieur de l'église
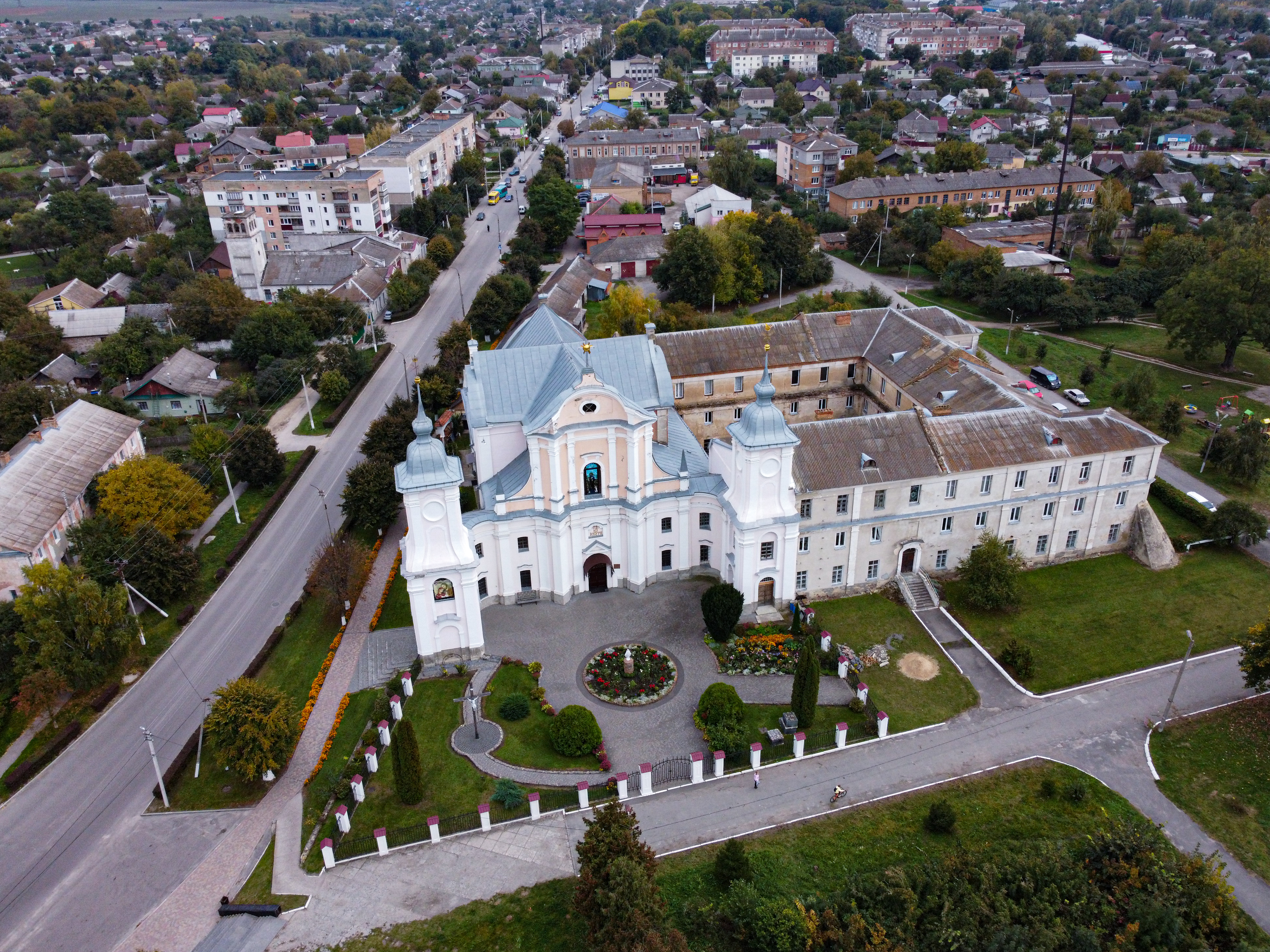
Bâtiments conventuels